# مطار يانان إيرشهيليبو
مطار يانان إيرشهيليبو (بالإنجليزية: Yan'an Ershilipu Airport)‏ و(بالصينية: 延安二十里堡机场) (إياتا: ENY، إيكاو: ZLYA) مطار عسكري/عام يقع بمدينة يانان في شنشي في الصين. يبلغ طول المدرج 2800 م ويرتفع عن سطح البحر 945 م.

## وصلات خارجية
- http://www.flightstats.com/go/Airport/airportDetails.do?airportCode=ENY